# Hébécourt (Somme)
Hébécourt és un municipi francès situat al departament del Somme i a la regió dels Alts de França. L'any 2007 tenia 492 habitants.

## Demografia

### Població
El 2007 la població de fet d'Hébécourt era de 492 persones. Hi havia 186 famílies de les quals 31 eren unipersonals (8 homes vivint sols i 23 dones vivint soles), 58 parelles sense fills, 85 parelles amb fills i 12 famílies monoparentals amb fills.
La població ha evolucionat segons el següent gràfic:
Habitants censats

### Habitatges
El 2007 hi havia 191 habitatges, 183 eren l'habitatge principal de la família, 1 era una segona residència i 7 estaven desocupats. 188 eren cases i 3 eren apartaments. Dels 183 habitatges principals, 171 estaven ocupats pels seus propietaris, 8 estaven llogats i ocupats pels llogaters i 5 estaven cedits a títol gratuït; 2 tenien una cambra, 7 en tenien tres, 36 en tenien quatre i 139 en tenien cinc o més. 166 habitatges disposaven pel capbaix d'una plaça de pàrquing. A 69 habitatges hi havia un automòbil i a 108 n'hi havia dos o més.

### Piràmide de població

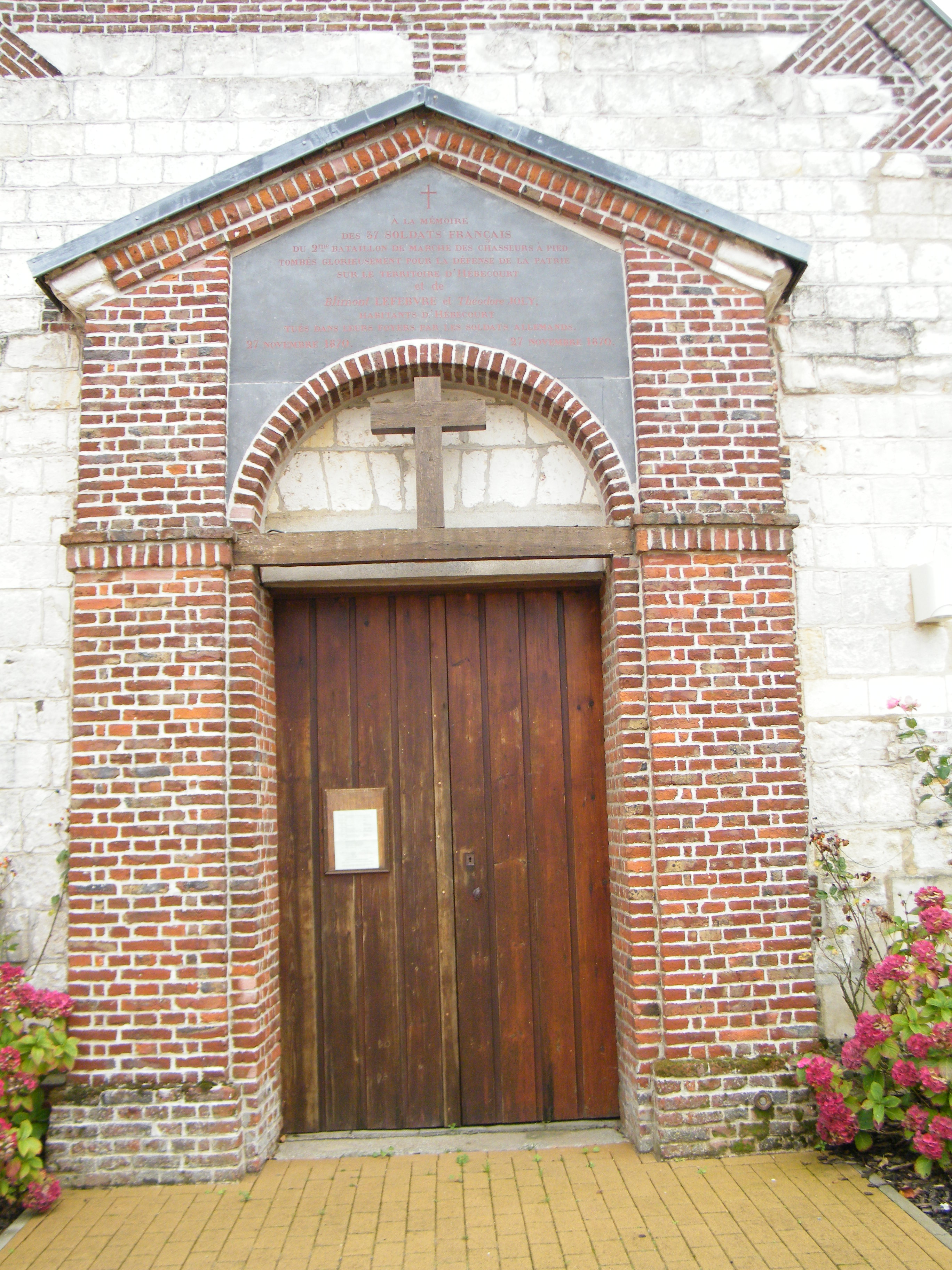

La piràmide de població per edats i sexe el 2009 era:
| Homes | Edats   | Dones |
| ----- | ------- | ----- |
| 0     | 95 o +  | 0     |
| 4     | 90 a 94 | 0     |
| 0     | 85 a 89 | 4     |
| 0     | 80 a 84 | 0     |
| 4     | 75 a 79 | 0     |
| 0     | 70 a 74 | 8     |
| 8     | 65 a 69 | 8     |
| 4     | 60 a 64 | 8     |
| 20    | 55 a 59 | 12    |
| 20    | 50 a 54 | 32    |
| 24    | 45 a 49 | 24    |
| 16    | 40 a 44 | 16    |
| 8     | 35 a 39 | 4     |
| 8     | 30 a 34 | 8     |
| 12    | 25 a 29 | 4     |
| 8     | 20 a 24 | 8     |
| 20    | 15 a 19 | 20    |
| 8     | 10 a 14 | 16    |
| 16    | 5 a 9   | 8     |
| 4     | 0 a 4   | 16    |

## Economia

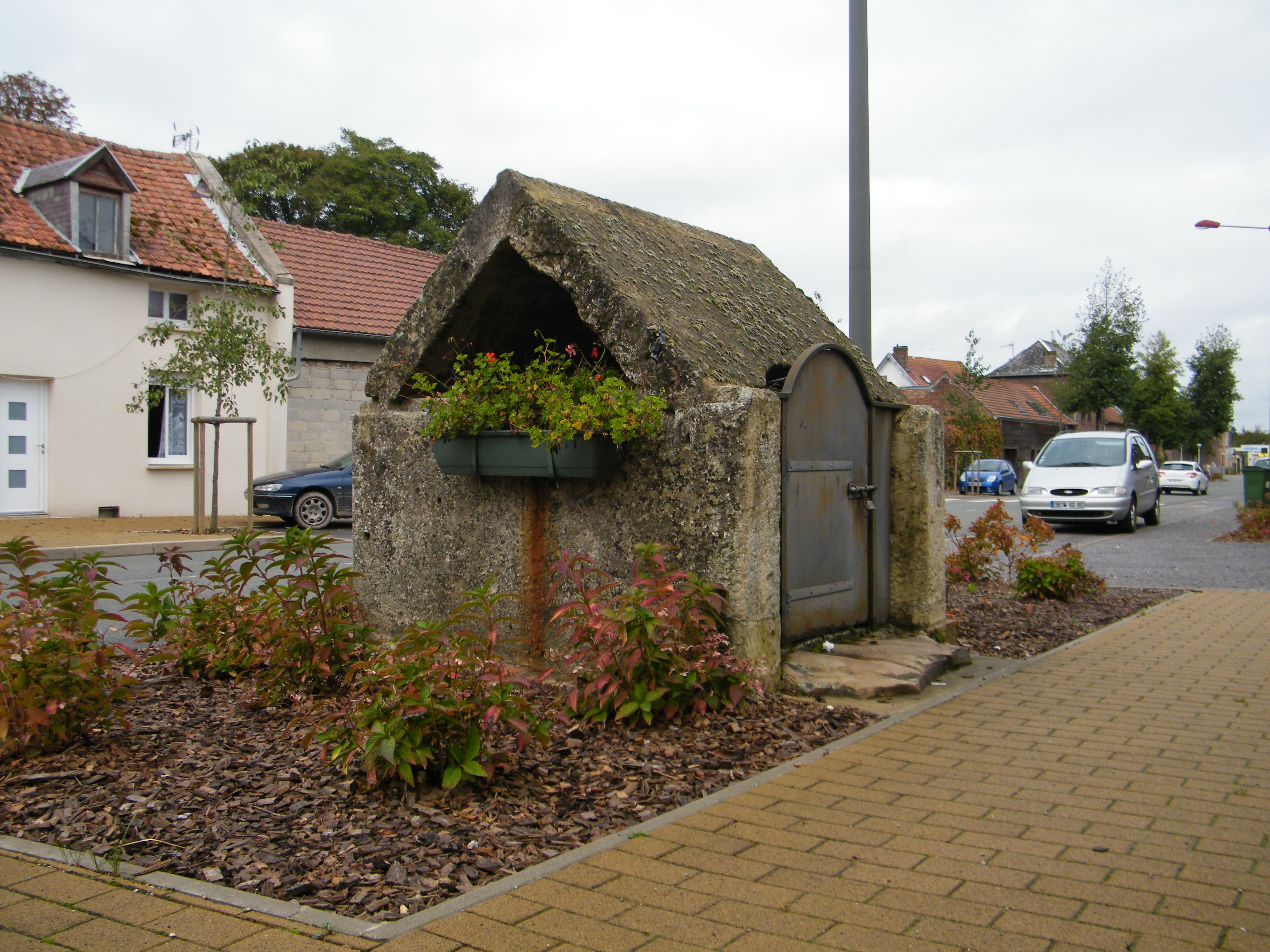

El 2007 la població en edat de treballar era de 317 persones, 247 eren actives i 70 eren inactives. De les 247 persones actives 241 estaven ocupades (117 homes i 124 dones) i 6 estaven aturades (3 homes i 3 dones). De les 70 persones inactives 36 estaven jubilades, 27 estaven estudiant i 7 estaven classificades com a «altres inactius».

### Ingressos
El 2009 a Hébécourt hi havia 188 unitats fiscals que integraven 508 persones, la mediana anual d'ingressos fiscals per persona era de 26.508 €.

### Activitats econòmiques
Dels 13 establiments que hi havia el 2007, 4 eren d'empreses de construcció, 3 d'empreses de comerç i reparació d'automòbils, 2 d'empreses d'hostatgeria i restauració, 1 d'una empresa de serveis i 3 d'entitats de l'administració pública.
Dels 6 establiments de servei als particulars que hi havia el 2009, 1 era un taller de reparació d'automòbils i de material agrícola, 2 paletes, 1 lampisteria, 1 electricista i 1 restaurant.
L'any 2000 a Hébécourt hi havia 6 explotacions agrícoles.

## Equipaments sanitaris i escolars
El 2009 hi havia una escola elemental integrada dins d'un grup escolar amb les comunes properes formant una escola dispersa.

## Poblacions més properes
El següent diagrama mostra les poblacions més properes.